# Lijst van administratieve eenheden in Ninh Thuận
Deze lijst bevat een overzicht van administratieve eenheden in Ninh Thuận (Vietnam).
De provincie Ninh Thuận ligt in het zuiden van Vietnam, dat ook wel Đông Nam Bộ wordt genoemd. De oppervlakte van de provincie bedraagt 3363,08 km² en Ninh Thuận telt ruim 573.925 inwoners. Ninh Thuận is onderverdeeld in een stad en zes huyện.

## Stad

### Thành phốPhan Rang-Tháp Chàm
- Phường Bảo An
- Phường Đài Sơn
- Phường Đạo Long
- Phường Đô Vinh
- Phường Đông Hải
- Phường Kinh Dinh
- Phường Mỹ Bình
- Phường Mỹ Đông
- Phường Mỹ Hải
- Phường Phủ Hà
- Phường Phước Mỹ
- Phường Tấn Tài
- Phường Thanh Sơn
- Phường Văn Hải
- Xã Mỹ Hương
- Xã Thành Hải

## Huyện

### HuyênBác Ái
- Xã Phước Bình
- Xã Phước Chính
- Xã Phước Đại
- Xã Phước Hòa
- Xã Phước Tân
- Xã Phước Thắng
- Xã Phước Thành
- Xã Phước Trung
- Xã Phước Tiến

### Huyện Ninh Hải
- Thị trấn Khánh Hải
- Xã Hộ Hải
- Xã Nhơn Hải
- Xã Phương Hải
- Xã Tân Hải
- Xã Thanh Hải
- Xã Tri Hải
- Xã Vĩnh Hải
- Xã Xuân Hải

### Huyện Ninh Phước
- Thị trấn Phước Dân
- Xã An Hải
- Xã Phước Hải
- Xã Phước Hậu
- Xã Phước Hữu
- Xã Phước Sơn
- Xã Phước Thái
- Xã Phước Thuận
- Xã Phước Vinh

### Huyện Ninh Sơn
- Thị trấn Tân Sơn
- Xã Hòa Sơn
- Xã Lâm Sơn
- Xã Lương Sơn
- Xã Ma Nới
- Xã Mỹ Sơn
- Xã Nhơn Sơn
- Xã Quảng Sơn

### Huyện Thuận Bắc
- Xã Bắc Phong
- Xã Bắc Sơn
- Xã Công Hải
- Xã Lợi Hải
- Xã Phước Chiến
- Xã Phước Kháng

### Huyện Thuận Nam
- Xã Cà Ná
- Xã Nhị Hà
- Xã Phước Diêm
- Xã Phước Dinh
- Xã Phước Hà
- Xã Phước Minh
- Xã Phước Nam
- Xã Phước Ninh